# Carabias
Carabias er en by og kommune i det centrale Spanien i provinsen Segovia. Den har et indbyggertal på 54 (2024) indbyggere.